# Muhàmmad ibn Mardanix
Abu-Abd-Al·lah Muhàmmad ibn Sad ibn Muhàmmad ibn Àhmad ibn Mardanix al-Judhamí o at-Tujibí (àrab: أبو عبد الله محمد بن سعد بن محمد بن أحمد بن مردنيش الجذامي o التجيبي, Abū ʿAbd Allāh Muḥammad ibn Saʿd ibn Muḥammad ibn Aḥmad ibn Mardanīx al-Juḏāmī o at-Tujībī), conegut com a Muhàmmad ibn Mardanix o Ibn Mardanix o, pels cristians, com el Rei Llop (Peníscola, 1124 - Múrcia, març de 1172). A la fi del domini almoràvit es va autoproclamar emir independent de Múrsiya, Balànsiyya i al-Mariyya, convertint-se en dominador efectiu de tot Xarq al-Àndalus entre els anys 1147 i 1172. Es va oposar a la conquesta almohade i aquests no aconseguiren conquerir els seus dominis fins a la seva mort.

## Origen i ascens al poder
Descendent d'una família d'aristòcrates muladins d'origen mossàrab, el seu cognom potser deriva del cognom habitual en castellà o aragonès "Martínez" o "Martines". Va passar a la història com un dels homes més polèmics del seu temps, entre altres coses pel seu caràcter llibertí. El seu pare Sad ibn Mardanix fou governador de Fraga sota els almoràvits i va lluitar contra Alfons I d'Aragó el 1134. Un dels seus oncles, Abd-Allah ibn Muhàmmad, fou lloctinent d'Abd Al·làh ibn Iyad (un militar que prengué el control de Múrcia i València) i va morir en la batalla de Zafadola el 1146 i el seu nebot va ocupar el seu lloc.
El 1145, després de la desintegració de l'Estat almoràvit, a la mort d'Ibn Iyad (agost del 1147) en lluita contra els Banu Jumayl (aliats castellans), Muhàmmad ibn Mardanix, com a lloctinent, s'alçà amb el poder a Mursiyya i Balànsiya. Li va disputar el poder a Múrcia Abd-Al·lah ath-Thaghrí, que es va imposar, i Ibn Mardanix es va haver de retirar a València, la població de la ciutat el va proclamar emir. Va emparentar per matrimoni amb Ibrahim ibn Hamuixk de Jayyan que li va cedir el districte del Segura i les seves muntanyes.
Ibn Mardanix va recuperar el poder i es va mantenir mercès a mercenaris que contractava a Barcelona (al que va pagar tribut a partir de 1153), Castella i Aragó; va signar tractats amb la República de Pisa i la República de Gènova. La tradició diu que va administrar Almeria en nom d'Alfons VII de Castella i Lleó després del 1147. Va deixar el govern de València al seu germà Yússuf ibn Mardanix i va establir la seva capital a Múrcia.
Amb el suport del seu sogre Ibrahim ibn Hamuixk de Jaén (Hemochico a les cròniques cristianes) va estendre la seva dominació a Jaén, Baeza, Guadix, Écija i Carmona (1159), va rodejar Còrdova i es va acostar a Sevilla, i va conquerir Granada encara que per molt poc temps (gener a juliol del 1162). Ibn Mardanix i el seu sogre van continuar però als atacs cap a la regió de Còrdova tenint com a base Andújar. El juny de 1169 Ibn Hamuixk va adoptar les doctrines almohades i va col·laborar amb aquests en la conquesta del Llevant, trencant amb el seu gendre. Després d'això Ibn Mardanix va recomanar al seu fill i hereu Abu l-Kamar Hilal que quan arribés al tron se sotmetés als almohades. Els governador Abd-Al·lah ibn Sad d'Almeria i Àhmad ibn Muhàmmad ibn Jàfar ibn Sufyan d'Alzira, es van sotmetre poc després als almohades (vers 1170).
Tot i la decadència final, va oferir resistència a les tropes invasores dels almohades. Només després de la seva mort, en 1172, aquestes van poder conquistar la regió oriental d'al-Àndalus.

## Resistència als almohades
El 1147, va succeir al seu oncle com a rei de la Taifa de Múrcia i el 1148 va convertir Madina Mursiyya en capital dels seus dominis. Pel que fa a la Taifa de Balansiyya, designà al seu germà Abu-l-Hajjaj Yússuf ibn Mardanix com a governador. La seva capacitat com a estrateg li va permetre defensar-se dels invasors del nou imperi magribí en auge, els almohades, fins a la seva mort (1172).

## Política exterior
Va edificar un estat poderós i es va envoltar de territoris que els protegissin de les ofensives dels almohades i dels intents de la Corona d'Aragó per conquistar Balansiyya. No va dubtar a contractar el servei de mercenaris cristians i a pagar tributs (paries) a Ramon Berenguer IV (fins a 1161) i després al seu fill Alfons II d'Aragó.
Per tot plegat va aconseguir llargs períodes de pau, amb la qual cosa va engrandir i enriquir els seus dominis, que comprenien València, Xàtiva, Dénia, Albacete, Jaén, Baza, Úbeda, Guadix, Carmona, Écija i Granada, i va arribar a amenaçar Còrdova i posar setge a Sevilla. No obstant això, no va poder impedir que durant el seu regnat el Príncep d'Aragó i Comte de Barcelona Ramon Berenguer IV prenguera Turtusha (1148), Larida (1149) i Afraga (1149).

## Política econòmica
Durant l'emirat d'Ibn Mardanix, Mursiyya va aconseguir una esplendor immensa, fins al punt que la seva moneda va esdevenir referent per tot Europa. La prosperitat econòmica de la ciutat es va fonamentar en l'explotació de l'agricultura i, aprofitant el curs del Segura, es van crear una complexa xarxa hidrològica (séquies, canonades, assuts, sénies, aqüeductes), predecessora de l'actual sistema de regadius de l'horta del Segura. L'artesania també fou un aspecte important i de gran prestigi, resultant en què la ceràmica murciana s'exportava a les repúbliques italianes. A tot açò cal afegir els nombrosos llocs d'oci i cultura que es varen crear durant aquesta esplendorosa etapa de l'emirat murcià, que va ser capital d'al-Àndalus durant un temps. Aproximadament en aquesta època aparegué a Mursiyya el cultiu de la seda, la fabricació de paper, i fins i tot una espècie de fideus de pasta, dits aletria.

## El declivi de Muhàmmad ibn Mardanix

### La primera ofensiva dels almohades
Tot i que el 1162 ja havia estat derrotat pels Almohades en el seu intent per conquerir el Granada, no fou fins al 1165, quan intentà prendre Còrdova que es posà en marxa a Sevilla un formidable exèrcit almohade vingut de dellà l'Estret de Gibraltar i reforçat en la Península, sota direcció d'Uthman el governador almohade de Còrdova. Els almohades van conquerir Andújar, Baeza, Baza, Caravaca, Cuéllar i Vélez-Rubio, i finalment el Rei Llop i el seu exèrcit, reforçats amb 13.000 cristians, patiren una indiscutible derrota al lloc on la vall del Guadalentín s'uneix a la vega murciana (15 d'octubre de 1165). Les inexpugnables muralles de la ciutat de Madina Murciyya varen protegir l'emir, les restes del seu exèrcit i la població civil, però la rica horta i les sumptuoses mansions d'esbarjo dels nobles murcians van quedar a mercè dels invasors, que van destruir i saquejar tot el que van poder: la resistència de Monteagudo li valgué ser assolada. Era el començament de la decadència del poder d'Ibn Mardanix.

### Ofensiva de la Corona d'Aragó
En 1165, aprofitant la derrota patida per Ibn Mardanix davant dels almohades, el rei Alfons II d'Aragó va obrir un nou front per a la conquesta cristiana, avançant pel riu Túria i pel riu Guadalope. Entre 1165 i 1168 els cristians aragonesos i catalans van ocupar les terres del Matarranya i del Baix Aragó, i el 1170 fou conquerida Terol a més de diverses fortaleses D'aquesta manera la línia entre cristians i musulmans passava al sud de la Línia Terol-Cantavella-Pena-roja de Tastavins i Ulldecona. Precisament al sud d'aquesta línia s'estaven delimitant els límits del futur Regne Cristià de València, la frontera del qual era defensada pels castells musulmans de Sogorb, Morella i Peníscola.

### Senyoria d'Albarrasí
Fou també entre 1165 i 1168 quan Ibn Mardanix cedí l'antic territori dels Banū Razín al Senyor d'Estella, Pero Ruíz de Azagra, en pagament pel seu ajut militar en la lluita contra els almohades. Aquest territori es convertí en la Senyoria d'Albarrasí, que es convertí en un territori sobirà enclavat entre el Regne d'Aragó i el Regne de Castella en mans d'un vassall del Regne de Navarra.

### Segona ofensiva dels almohades
En trencar-se l'aliança entre Ibn Mardanix i el seu sogre, el senyor de Jayyan Ibrahim ibn Hamuixk, els almohades varen retornar a l'ofensiva. Llorca i Elx es van sotmetre als almohades el març. Ibn Mardanix estava ocupat assetjant (juny) Alzira, que un any abans s'havia sotmès als almohades, però després de dos mesos de setge es va haver de retirar (agost) i el setembre de 1171 els almohades assetjaren de manera infructuosa Madina Mursiyya, però bona part de les poblacions veïnes anaren passant-se al bàndol almohade, manifestant que adoptaven la seva doctrina i expulsant militars i civils cristians. Esperaven, sens dubte, acabar així amb aquella guerra que durava massa i amb la insuportable pressió fiscal a què eren sotmesos pel rei Llop.
Davant d'aquesta nova ofensiva, el governador de Balansiyya, el seu germà Abu al-Hajjaj Yúsuf, optà per lliurar finalment la taifa de València als almohades l'any 1171, sota el pacte de continuar ell mateix com a governador de Balensiyya fins a la seua mort. Abu Abd Allah ibn Muhammad ibn Said (Sahib al-Basit), governador de Múrcia es va passar també als almohades.
Finalment, al 28 de març de 1172, quan pràcticament ja no li quedaven aliats, morí Ibn Mardanix, el rei Llop, i el seu hereu Abu-l-Qàmar Hilal es va afanyar a declarar-se vassall dels almohades (abril) com el seu pare li havia demanat, obtenint elevats càrrecs a la cort almohade per a ell mateix i per als seus germans Yússuf i Ghamin ibn Mardanix.